# Kodama Naoko
Kodama Naoko（日语：コダマナオコ，10月28日—），日本的女性漫画家、愛貓人士。現在以畫百合向漫畫為主。
她的筆名可以拆做姓氏「Kodama」（可能的漢字：小玉、兒玉）和名字「naoko」（可能的漢字：直子、奈緒子）。

## 作品
- 連載中
  - 捏造陷阱 -NTR-（捏造トラップ-NTR-）（一迅社，2015 - 2018年）東立出版
  - 海鷗莊的日子（海猫荘days）（一迅社，2019 - 2020年）東立出版
  - 底辺な僕らの事情（『ビーズログCHEEK』2022年1月26日 - 連載中）
  - 謊言新娘與同性結婚論（嘘つき花嫁と同性結婚論）（『コミック百合姫』2023年11月号 - 2024年10月号）東立出版

- 單行本
  - （2009年，竹書房）
  - 學園後宮（学園ハーレム）（2010年，竹書房）
  - 你的玩具（あなたのオモチャ）（2011年，竹書房）
  - 不自由的世界（不自由セカイ）（2012年，Comic百合姬）東立出版
  - （2013年，Comic百合姬）
  - （2014年，竹書房）
  - Cocytus 悲嘆之河（コキュートス）（2014年，Comic百合姬）長鴻出版
  - （2014年，Comic百合姬）

- 短篇集
  - 出自喜歡的相互擁抱（好きだからHしてます。）全1冊（一迅社，2021年）東立出版

- 作畫
  - 妖怪俱樂部（ばけものくらぶ）全2冊（「ARIA」2011年－2012年，原作：日日日）尖端出版

## 外部連結
- コダマ茶房 （页面存档备份，存于）(公式ブログ)
- コダマナオコ的X（前Twitter）
- Kodama Naoko的pixiv